# Hessische Theaterakademie

Logo der Hessischen Theaterakademie

Die Hessische Theaterakademie (HTA), 2002 gegründet, ist ein Studien- und Produktionsverbund der an Theaterausbildung beteiligten staatlichen Hochschulen in Hessen, der Hessischen Staats- und Stadttheater sowie Theater aus Baden-Württemberg und Rheinland-Pfalz. Ziel ist die Förderung interdisziplinärer Zusammenarbeit zwischen den beteiligten praktischen und theoretischen Studiengängen sowie zwischen Ausbildungs- und professionellem Theaterbereich. Die HTA ist eine gemeinsame Einrichtung von Institutionen des Landes Hessen und wird finanziert aus Mitteln des Ministeriums für Wissenschaft und Kunst.

## Ziele
Die HTA stärkt interdisziplinäre Kooperationen zwischen ihren unterschiedlichen Studiengängen, das Zusammenspiel zwischen theoretischen und praktischen Studieninhalten sowie die Zusammenarbeit der Ausbildungsbereiche mit den professionellen Theaterbetrieben. Vielfältige Querverbindungen unter den Partnern sollen den Studierenden neue Möglichkeiten eröffnen, sich auf die Komplexität eines künstlerischen Berufsfeldes vorzubereiten.
So arbeiten zum Beispiel Studierende der Angewandten Theaterwissenschaft der Justus-Liebig-Universität Gießen mit Studierenden des Zeitgenössischen und klassischen Tanzes an der Hochschule für Musik und Darstellende Kunst Frankfurt am Main zusammen, Studierende der Bühnenbildklasse der Hochschule für Gestaltung Offenbach am Main und Dramaturgiestudierende der Johann-Wolfgang Goethe-Universität Frankfurt am Main kooperieren mit Regie- und mit Schauspielstudierenden. Neue Master-Studiengänge für Dramaturgie, Choreographie und Performance, Contemporary Dance Education und Theater- und Orchestermanagement wurden gegründet. Abschlussinszenierungen an den Theatern geben erste professionelle Möglichkeiten bei der Aufführung von Theater- und Musiktheaterprojekten sowie Performances. In Form von Symposien und Sommerkursen bildet die Akademie ein Zentrum der Weiterbildung für Bühnenschaffende des künstlerischen, technischen und organisatorischen Bereichs. Die Hessische Theaterakademie ist Mitbegründerin des Frankfurt LAB und bietet ihren Studierenden dort in enger Zusammenarbeit mit dem Ensemble Modern, der Dresden Frankfurt Dance Company und dem Künstler*innenhaus Mousonturm Raum zur Entwicklung neuer künstlerischer Formate und Ästhetiken.

## Organisationsform
Die Organe der Hessischen Theaterakademie sind der Vorstand und die Präsidentin oder der Präsident.

### Vorstand
Die Mitglieder des Vorstandes sind die Direktoren der an der Theaterakademie teilnehmenden Hochschulen und Intendanten der an der Hessischen Theaterakademie teilnehmenden Theater.
Der Vorstand wählt aus der Gruppe der Professoren einen Präsidenten für eine Amtszeit von sechs Jahren sowie aus der Gruppe der Intendantinnen und Intendanten einen Vizepräsidenten für eine Amtszeit in der Dauer ihres oder seines Dienstvertrages.
Der Vorstand stimmt rechtzeitig vor dem Beginn des Wirtschaftsjahres Inhalte und Organisation der gemeinsamen theoretischen und praktischen Lehrveranstaltungen an den beteiligten Hochschulen und Theatern aufeinander ab. Er tagt bei Bedarf, jedoch mindestens einmal im Studienjahr. Er wird von dem Präsidenten einberufen. Er beschließt für jedes Jahr einen Wirtschaftsplan.
Ist an einer Hochschule in Bereichen, die an der Hessischen Theaterakademie beteiligt sind, eine Professur zu besetzen, wirkt ein Vorstandsmitglied aus den anderen Hochschulen mit beratender Stimme in den Kommissionen mit.

### Präsident
Der Präsident führt die laufenden Geschäfte, verwaltet die Mittel und trägt die Finanzverantwortung. Sie oder er vertritt die Hessische Theaterakademie mit Alleinvertretungsrecht nach außen.
Gründungspräsident war von 2002 bis 2006 der österreichische Regisseur, Schauspieler und Hochschullehrer Hans Hollmann. Von 2006 bis 2017 war mit Heiner Goebbels einer der Protagonisten der zeitgenössischen Musik- und Theaterszene Vorsitzender des Ausbildungs- und Produktionsverbundes der Hessischen Theaterakademie. Seit 2017 ist mit Ingo Diehl erstmals ein Vertreter der Tanzsparte Präsident der Hessischen Theaterakademie. Vizepräsident ist Karsten Wiegand, Intendant des Staatstheaters Darmstadt.

## Beteiligte Partner

### Studiengänge
- Angewandte Theaterwissenschaft (Justus-Liebig-Universität Gießen)
- Bühnenbild / Szenischer Raum (Hochschule für Gestaltung Offenbach am Main)
- Dramaturgie (Johann Wolfgang Goethe-Universität Frankfurt am Main)
- Gesang / Musiktheater (Hochschule für Musik und Darstellende Kunst Frankfurt am Main)
- Regie (Hochschule für Musik und Darstellende Kunst Frankfurt am Main)
- Contemporary Dance Education – MA CoDE (Hochschule für Musik und Darstellende Kunst Frankfurt am Main)
- Schauspiel (Hochschule für Musik und Darstellende Kunst Frankfurt am Main)
- Theater- und Orchestermanagement (Hochschule für Musik und Darstellende Kunst Frankfurt am Main)
- Zeitgenössischer und Klassischer Tanz (Hochschule für Musik und Darstellende Kunst Frankfurt am Main)
- Choreographie und Performance (Justus-Liebig-Universität Gießen/Hochschule für Musik und Darstellende Kunst Frankfurt am Main)
- Performative Künste in sozialen Feldern (Frankfurt University of Applied Sciences)

### Theater
- Hessisches Staatstheater Wiesbaden
- Staatstheater Darmstadt
- Staatstheater Kassel
- Hessisches Landestheater Marburg
- Stadttheater Gießen
- Künstler*innenhaus Mousonturm
- Schauspiel Frankfurt
- Oper Frankfurt
- Theater Rüsselsheim
- Staatstheater Mainz
- Badisches Staatstheater Karlsruhe
- Theater und Orchester Heidelberg

Seit dem 1. Januar 2020 sind ein einem auf drei Jahre angelegten Modellprojekt zudem drei Kontexte aus Hessens Freien Szenen mit der HTA assoziiert:
- ID_Frankfurt e. V., Frankfurt am Main
- studioNAXOS e. V., Frankfurt am Main
- Theater neben dem Turm (TNT) Marburg